# ستيفن أوسبورن (عازف بيانو)
ستيفن أوسبورن (بالإنجليزية: Steven Osborne)‏ هو عازف بيانو بريطاني، ولد في 1971 في اسكتلندا في المملكة المتحدة.

## وصلات خارجية
- ستيفن أوسبورن على موقع ميوزك برينز (الإنجليزية)
- ستيفن أوسبورن على موقع أول ميوزيك (الإنجليزية)
- ستيفن أوسبورن على موقع ديسكوغز (الإنجليزية)